# Leiolepis guttata
Espèce
Synonymes
- Leiolepis belliana var. annamensis Smith, 1921

Leiolepis guttata est une espèce de sauriens de la famille des Agamidae. C'est le plus grand des agames-papillons (Leiolepis) : sa LMC ou « longueur du museau au cloaque » (longueur du corps d'un animal queue non comprise) peut atteindre 250 mm.

## Répartition
Cette espèce est endémique du Viêt Nam. Il vit dans les forêts claires des plaines sablonneuses côtières.

## Description
Ses flancs sont vivement colorés, présentant des zones de noir et d'orange (ou de jaune), comme les ailes d'un papillon.
Il se nourrit principalement de plantes basses et affiche une préférence pour les crocus mais on pense qu'il mange aussi des crabes et des insectes.
Cette espèce est ovipare.

## Publication originale
- Cuvier, 1829 : Le Règne Animal distribué, d'après son organisation, pour servir de base à l'Histoire Naturelle des Animaux et d'introduction à l'Anatomie Comparé. Nouvelle Édition. Les Reptiles. Déterville, Paris, vol. 2, p. 1-406 (texte intégral)